# International Film Festival and Forum on Human Rights
El International Film Festival and Forum on Human Rights (FIFDH) es uno de los eventos internacionales más importantes dedicados al cine y a los derechos humanos, situado en el corazón de Ginebra, "capital internacional de los derechos humanos". La inspiración y el ímpetu del festival provinieron de los defensores de los derechos humanos activos en las ONG, los cineastas, los representantes de los medios de comunicación y la Universidad de Ginebra.
El FIFDH coincide con la sesión principal del Consejo de Derechos Humanos de las Naciones Unidas. Este evento simultáneo convierte al Festival en una plataforma libre para la discusión y el debate sobre una amplia variedad de temas relacionados con los derechos humanos. Creado por Léo Kaneman y cofundado por Yäel Reinharz Hazan, Pierre Hazan e Isabelle Gattiker en noviembre de 2002, Su primera edición tuvo lugar en marzo de 2003.